# Колокольчик Пожарского
Колоко́льчик Пожа́рского (лат. Campánula poscharskyána) — небольшое декоративное травянистое растение, вид рода Колокольчик семейства Колокольчиковые (Campanulaceae).
В естественных условиях встречается на севере Балканского полуострова, эндемик.

## Ботаническое описание
Многолетнее травянистое растение, часто со множеством стеблей, не превышающее 10—20(30) см в высоту. Стебли желтовато-зелёные, иногда сиреневатые, ползучие или приподнимающиеся, обычно почти голые или же с немногочисленным простым опушением.
Листья очерёдные, зелёные, снизу более бледные, яйцевидные в очертании, с острым концом и сердцевидным основанием, дважды-пильчатые, покрытые коротким простым опушением по крайней мере по краям и жилкам, затем голые. Прикорневые листья 3,5—5,5×3,5—5 см, на черешках до 15 см длиной, стеблевые схожие, прогрессивно уменьшающиеся в размерах по приближении к верхушке.
Цветки 20—28 мм в диаметре, многочисленные, собранные в рыхлые разветвлённые верхушечные соцветия, на коротких или средней длины голых или коротко- белоопушённых цветоножках. Чашечка 5—7 мм длиной, с красноватым оттенком, пятилопастная, покрытая простым опушением, особенно по краям лопастей. Венчик 10—25 мм длиной, лиловато-синий, ширококолокольчатый, разделённый на 5 треугольно-яйцевидных лепестков на ½—⅔ длины. Тычинки с белыми нитями и кремовыми пыльниками, в числе пяти. Пестик сиреневатый, в основании бледный.
Плод — коробочка 5—7 мм длиной со множеством эллиптических бледно-коричневых семян 1,5—2 мм.
Диплоидный набор хромосом — 2n = 34.

## Распространение
Эндемик Далмации (современные Хорватия и Черногория). Произрастает на скалах и каменистых участках.
Растение натурализовалось в Новой Зеландии, а также во многих южных и центральных регионах Великобритании.

## Таксономия
Вид был впервые описан венгерским ботаником А. Дегеном в 6-м выпуске Венгерского ботанического журнала (Magyar Botanikai Lapok), вышедшем в 1908 году.
Назван в честь немецкого садовода, ботаника и коллекционера растений Густава Адольфа Пошарского (Gustav Adolf Poscharsky, 1832—1915), работавшего в Дрезденском ботаническом саду.